# Lepthyphantes howelli
Lepthyphantes howelli este o specie de păianjeni din genul Lepthyphantes, familia Linyphiidae, descrisă de Rudy Jocqué și Scharff, 1986.
Este endemică în Tanzania. Conform Catalogue of Life specia Lepthyphantes howelli nu are subspecii cunoscute.